# Brandon Tanev
Brandon Tanev, född 31 december 1991 i Toronto i Ontario, är en kanadensisk professionell ishockeyforward som spelar för Seattle Kraken i National Hockey League (NHL).
Han har tidigare spelat för Winnipeg Jets och Pittsburgh Penguins i NHL; Manitoba Moose i American Hockey League (AHL) samt Providence Friars i National Collegiate Athletic Association (NCAA).

## Klubblagskarriär

### NHL

#### Winnipeg Jets
Tanev blev aldrig draftad av någon NHL-organisation men skrev på ett ettårigt entry level-kontrakt med Winnipeg Jets värt 925 000 dollar den 30 mars 2016. Han förnyade kontraktet med ett år till ett värde av 700 000 dollar den 10 juli 2017 och igen med ett nytt år, värt 1,15 miljoner dollar, den 23 juli 2018.

#### Pittsburgh Penguins
Den 1 juli 2019 skrev han på ett sexårskontrakt värt 21 miljoner dollar med Pittsburgh Penguins.

## Statistik
| Källa: Utv = Utvisningsminuter Uppdaterad: 2025-01-29 | Källa: Utv = Utvisningsminuter Uppdaterad: 2025-01-29 | Källa: Utv = Utvisningsminuter Uppdaterad: 2025-01-29 |             | Grundserie  | Grundserie  | Grundserie  | Grundserie  | Grundserie  |             | Slutspel    | Slutspel    | Slutspel    | Slutspel    | Slutspel    |
| Säsong                                                | Lag                                                   | Liga                                                  | Matcher     | Mål         | Assists     | Poäng       | Utv         | Matcher     | Mål         | Assists     | Poäng       | Utv         |             |             |
| ----------------------------------------------------- | ----------------------------------------------------- | ----------------------------------------------------- | ----------- | ----------- | ----------- | ----------- | ----------- | ----------- | ----------- | ----------- | ----------- | ----------- | ----------- | ----------- |
| 2006–2007                                             | Toronto Nationals U16                                 | GTHL                                                  | 31          | 4           | 9           | 13          | 12          | —           | —           | —           | —           | —           |             |             |
| 2007–2008                                             | Mississauga Reps U18                                  | GTHL                                                  | 31          | 13          | 18          | 31          | 23          | —           | —           | —           | —           | —           |             |             |
| 2008–2009                                             | Spelade ej.                                           | Spelade ej.                                           | Spelade ej. | Spelade ej. | Spelade ej. | Spelade ej. | Spelade ej. | Spelade ej. | Spelade ej. | Spelade ej. | Spelade ej. | Spelade ej. | Spelade ej. | Spelade ej. |
| 2009–2010                                             | Spelade ej.                                           | Spelade ej.                                           | Spelade ej. | Spelade ej. | Spelade ej. | Spelade ej. | Spelade ej. | Spelade ej. | Spelade ej. | Spelade ej. | Spelade ej. | Spelade ej. | Spelade ej. | Spelade ej. |
| 2010–2011                                             | Markham Waxers                                        | OJHL                                                  | 46          | 16          | 26          | 42          | 16          | 6           | 2           | 2           | 4           | 0           |             |             |
| 2011–2012                                             | Surrey Eagles                                         | BCHL                                                  | 58          | 11          | 22          | 33          | 27          | 10          | 3           | 1           | 4           | 2           |             |             |
| 2012–2013                                             | Providence Friars                                     | NCAA                                                  | 33          | 4           | 7           | 11          | 6           | —           | —           | —           | —           | —           |             |             |
| 2013–2014                                             | Providence Friars                                     | NCAA                                                  | 39          | 6           | 9           | 15          | 20          | —           | —           | —           | —           | —           |             |             |
| 2014–2015                                             | Providence Friars                                     | NCAA                                                  | 39          | 10          | 13          | 23          | 20          | —           | —           | —           | —           | —           |             |             |
| 2015–2016                                             | Winnipeg Jets                                         | NHL                                                   | 3           | 0           | 0           | 0           | 2           | —           | —           | —           | —           | —           |             |             |
|                                                       | Providence Friars                                     | NCAA                                                  | 38          | 15          | 13          | 28          | 35          | —           | —           | —           | —           | —           |             |             |
| 2016–2017                                             | Winnipeg Jets                                         | NHL                                                   | 51          | 2           | 2           | 4           | 26          | —           | —           | —           | —           | —           |             |             |
|                                                       | Manitoba Moose                                        | AHL                                                   | 23          | 2           | 7           | 9           | 13          | —           | —           | —           | —           | —           |             |             |
| 2017–2018                                             | Winnipeg Jets                                         | NHL                                                   | 61          | 8           | 10          | 18          | 18          | 17          | 4           | 2           | 6           | 11          |             |             |
| 2018–2019                                             | Winnipeg Jets                                         | NHL                                                   | 80          | 14          | 15          | 29          | 41          | 5           | 1           | 1           | 2           | 0           |             |             |
| 2019–2020                                             | Pittsburgh Penguins                                   | NHL                                                   | 68          | 11          | 14          | 25          | 16          | 4           | 0           | 1           | 1           | 0           |             |             |
| 2020–2021                                             | Pittsburgh Penguins                                   | NHL                                                   | 32          | 7           | 9           | 16          | 22          | 6           | 1           | 0           | 1           | 0           |             |             |
| 2021–2022                                             | Seattle Kraken                                        | NHL                                                   | 30          | 9           | 6           | 15          | 13          | —           | —           | —           | —           | —           |             |             |
| 2022–2023                                             | Seattle Kraken                                        | NHL                                                   | 82          | 16          | 19          | 35          | 44          | 14          | 1           | 3           | 4           | 4           |             |             |
| 2023–2024                                             | Seattle Kraken                                        | NHL                                                   | 66          | 7           | 9           | 16          | 51          | —           | —           | —           | —           | —           |             |             |
| 2024–2025                                             | Seattle Kraken                                        | NHL                                                   | 50          | 8           | 7           | 15          | 8           | —           | —           | —           | —           | —           |             |             |
| NHL totalt                                            | NHL totalt                                            | NHL totalt                                            | 523         | 82          | 91          | 173         | 241         | 46          | 7           | 7           | 14          | 15          |             |             |
| NCAA totalt                                           | NCAA totalt                                           | NCAA totalt                                           | 149         | 35          | 42          | 77          | 81          | —           | —           | —           | —           | —           |             |             |

### Internationellt
| Källa: Uppdaterad: 2025-01-29 | Källa: Uppdaterad: 2025-01-29 | Källa: Uppdaterad: 2025-01-29 |               | Utv = Utvisningsminuter | Utv = Utvisningsminuter | Utv = Utvisningsminuter | Utv = Utvisningsminuter | Utv = Utvisningsminuter |
| År                            | Lag                           | Mästerskap                    | Matcher       | Mål                     | Assists                 | Poäng                   | Utv                     |                         |
| ----------------------------- | ----------------------------- | ----------------------------- | ------------- | ----------------------- | ----------------------- | ----------------------- | ----------------------- | ----------------------- |
| 2024                          | Kanada                        | VM                            | 10            | 4                       | 1                       | 5                       | 4                       |                         |
| Senior totalt                 | Senior totalt                 | Senior totalt                 | Senior totalt | 10                      | 4                       | 1                       | 5                       | 4                       |

## Privatliv
Han är bror till Christopher Tanev.